# Forfait Navigo annuel
Pour un article plus général, voir Tarification des transports en commun d'Île-de-France.

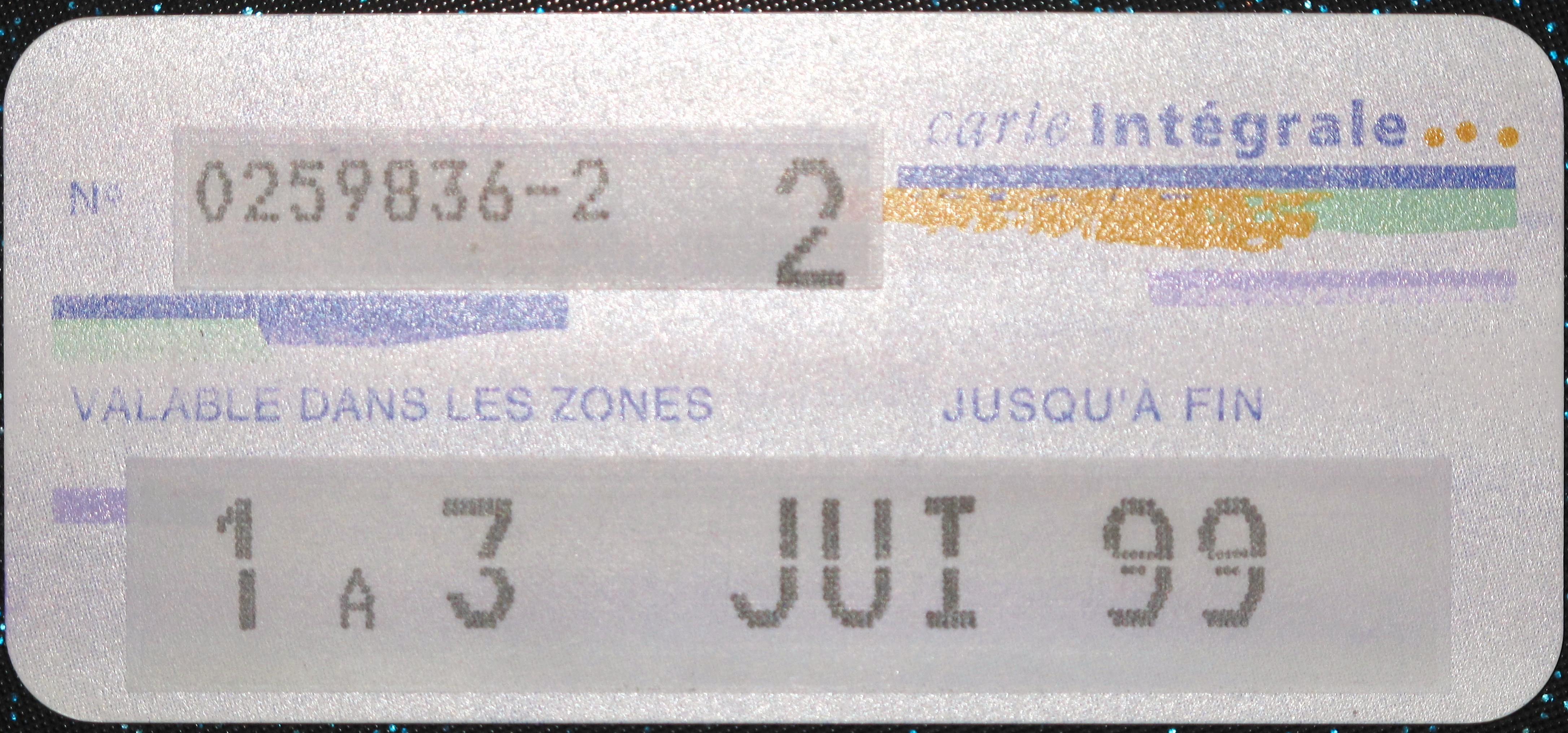
Ancien coupon magnétique de la carte Intégrale.

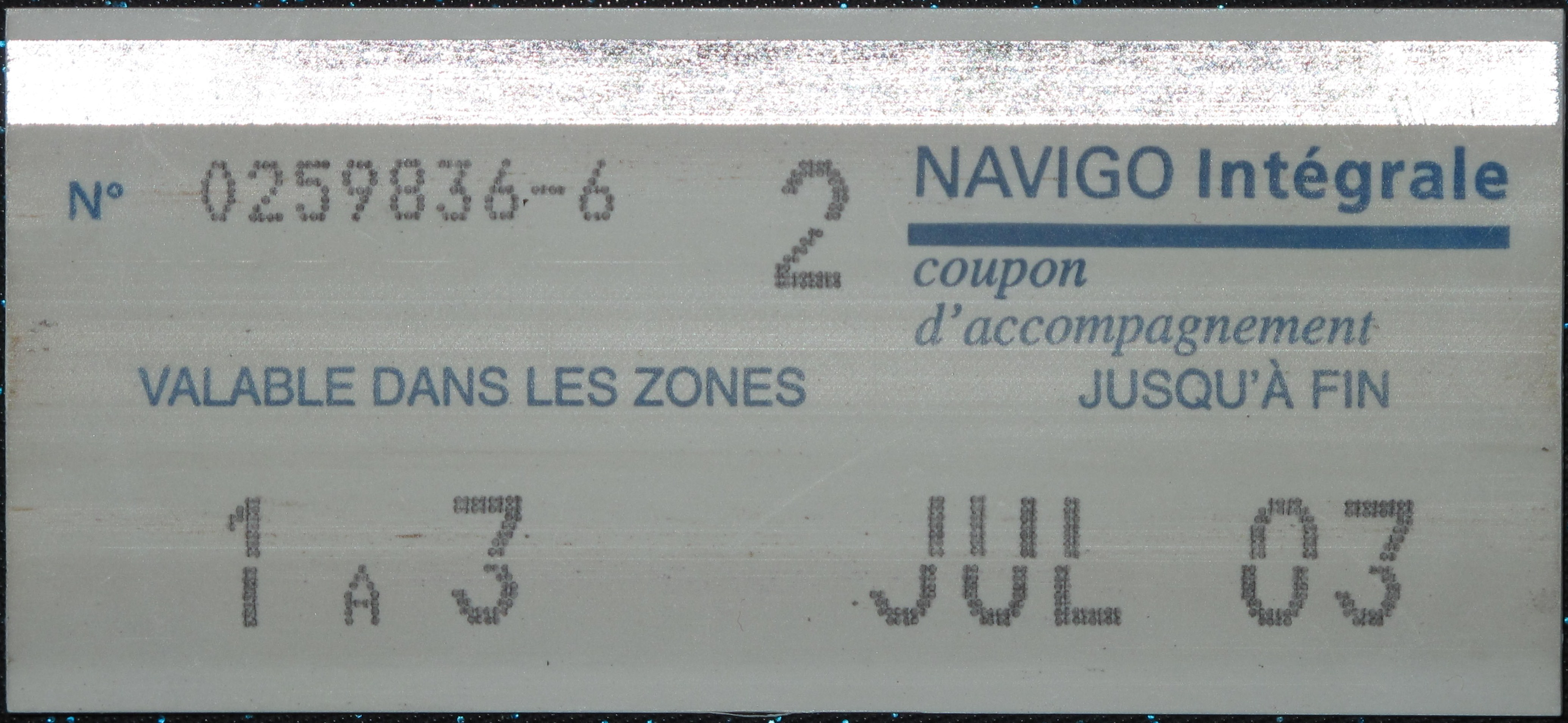
Ancien coupon magnétique de la carte Navigo Intégrale valable jusqu'en juillet 2003. Ce coupon a été utilisé durant la transition vers la carte Navigo.

Le forfait Navigo annuel (anciennement « Carte Intégrale ») est un titre de transport pour Paris et la région parisienne. Il permet à son possesseur de voyager librement en Île-de-France dans les zones de son abonnement (sauf Orlyval) pendant une année.

## Principes généraux
L'abonnement peut commencer au premier jour de chaque mois.
Le souscripteur se voit remettre une carte Navigo (appelée précédemment « passe Navigo » et, avant 2002, un ticket magnétique) qui lui permet de passer les portillons automatiques du métro parisien ou du RER ; il doit également le valider lors de l'accès à un bus ou à un tramway.
À partir du 1er septembre 2015, un forfait « toutes zones » est créé au prix de 770 euros. Cependant, des abonnements couvrant les zones 2-3, 3-4 et 4-5 restent disponibles, à un tarif inférieur à celui du forfait toutes zones.

## Prix
Le paiement peut s'effectuer comptant en une seule fois ou en onze fois par prélèvement automatique. Des frais de dossier sont perçus avec le premier abonnement annuel (7,60 €).
Le titre est moins onéreux que le forfait mensuel. Depuis janvier 2025, le forfait mensuel pour un abonnement toutes zones revient, à l'année, à 88,80 € × 12 mois = 1 065,60 € tandis que le forfait annuel coûte 976,80 €.

## Historique
En 1976, la « carte Orange annuelle » voit le jour, mais ne rencontre pas le succès escompté ; en 1984 il est rebaptisé « Carte intégrale » et son prix diminue.
La première carte intégrale est utilisée jusqu'en 1996, sur un design de Philippe Starck, en dégradé orange et jaune. Il s'agit d'un coupon magnétique annuel en plastique résistant qu'on insère dans une pochette contenant sa carte correspondante (format carte bancaire) avec numéro d'identification et photo de l'usager. Le coupon, au format ticket de métro, s'insère dans les portillons automatiques comme les autres tickets à bande magnétique de l'époque. En 1998, le design, toujours signé Starck, évolue pour une signalétique grisée qui reste en service jusqu'en 2002 où elle est remplacée par la carte Navigo, majoritairement violette, qu'il suffit de valider sur les bornes électroniques sans contact.
Le nom « carte Intégrale » reste utilisé jusqu'en décembre 2009 puis est remplacé par « forfait Navigo annuel ».